# Statua di Decebalo

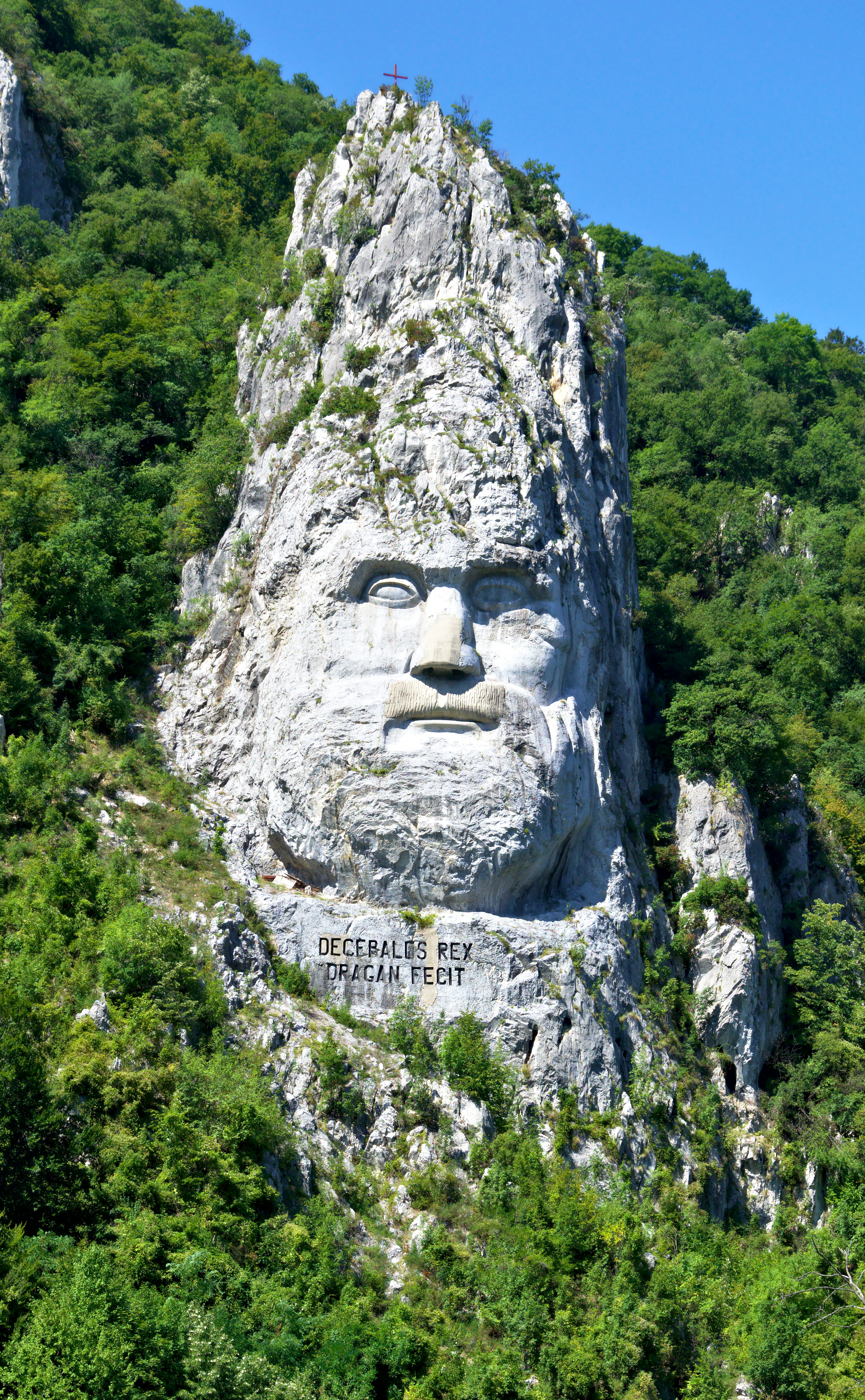
Vista frontale

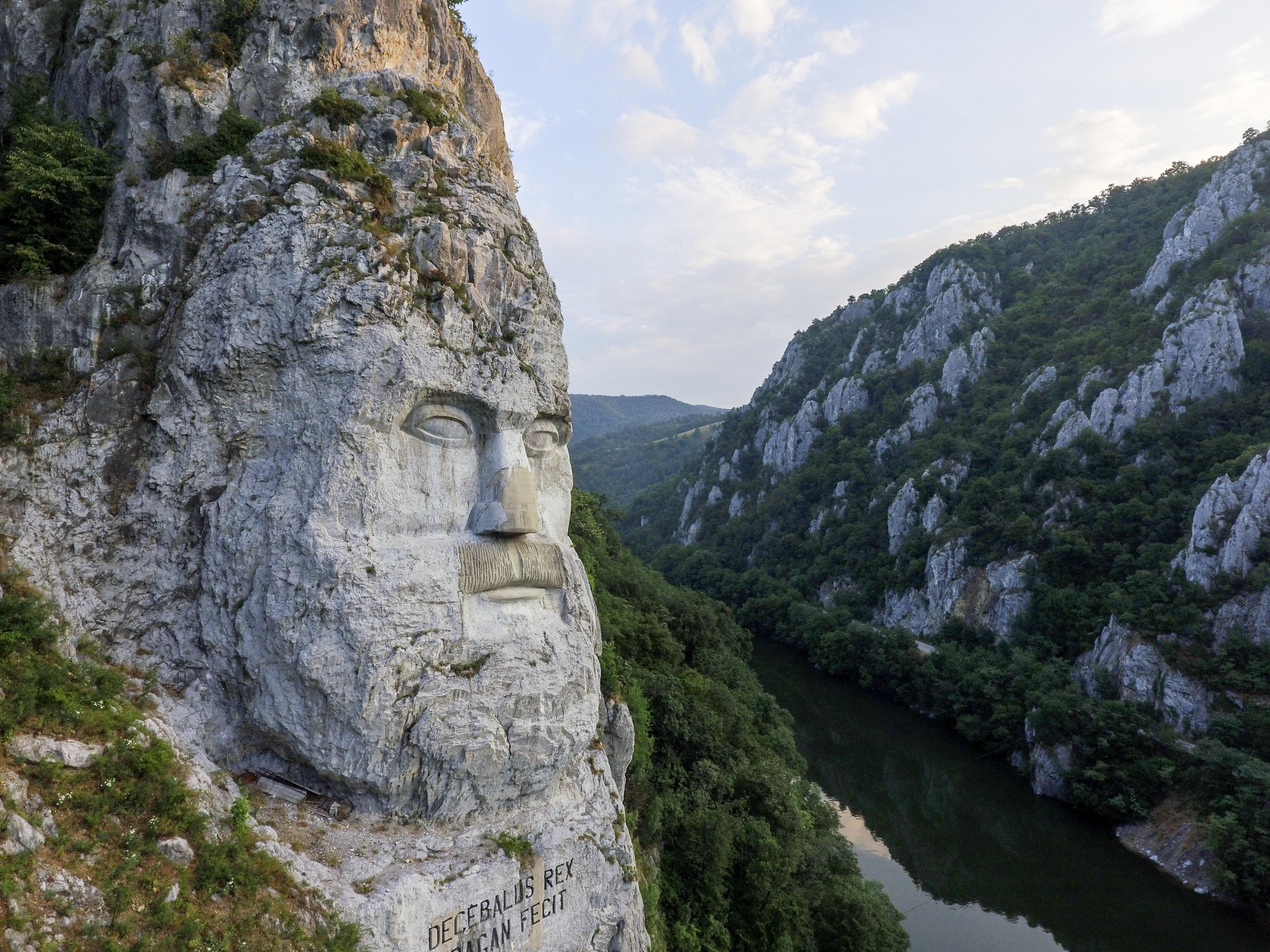
Vista di lato

Il volto di Decebalo (in rumeno: Chipul lui Decebal) è una scultura colossale alta 55 metri che raffigura Decebalo, re dei Daci dall'87 al 106 d.C., posta alla foce del fiume Mraconia, affluente del Danubio, presso le gole naturali chiamate Porte di Ferro, vicino alla città di Orșova, in Romania.

## Storia
La sua realizzazione fu proposta, e in gran parte finanziata, da Giuseppe Costantino Dragan. I lavori iniziarono nel 1994 e durarono dieci anni, terminando nel 2004, per un costo totale di oltre 1 milione di dollari. Attualmente è la scultura ricavata da una roccia più alta dell'intera Europa.

Sotto il volto di Decebalo è incisa la seguente iscrizione in latino:
Sull'altra sponda del Danubio, in territorio appartenente alla Serbia, si trova la Tabula Traiana, realizzata per commemorare le vittorie dell'esercito romano che condussero alla conquista della Dacia.